# A Very Crappy Christmas
«A Very Crappy Christmas» (En España «Unas Navidades de Mierda» o «muy mierdosas» y en Hispanoamérica «Una Navidad de Mierda») Es el episodio 17 y último de la 4 temporada de la serie animada South Park. Es el cuarto episodio navideño de la serie.

## Trama
Durante el Hannukah, Kyle y Ike esperan al Sr. Mojón pero pasadas las horas no aparece y cuando Kyle cree que pudo haber ido encuentra las galletas y leche consumidos una pequeña cucaracha. Kyle llama a Stan para que él y los demás se reúnan en la parada del autobús. Kyle los convence de ir a las cloacas para visitar al Sr. Mojón extrañado por su ausencia. El Sr. Mojón los recibe diciéndole a Kyle que no ha subido a la superficie ya que las personas de todo el pueblo han perdido el espíritu de la Navidad. A su vez los chicos conocen a la familia del Sr. Mojón; su alcohólica esposa Otoño, su hijo mayor Cornwallis, la hermana mediana Amber y el menor Simón. Cornwallis posee una bufanda, anteojos y gorra; Amber un vestido y un moño y Simón un maní con el que nació y por ello no era del todo inteligente.
Al día siguiente los chicos se visten de Santa y sus renos acompañados de los hijos del Sr. Mojón para intentar avivar el espíritu de la Navidad el cual no lo posee nadie desde determinado tiempo. Los tenderos aun apreciando el gesto de los chicos tristemente cierran los locales por las escasas ventas hechas en la temporada navideña. Cornwallis se siente mal no entender su papel en la Navidad siendo un pedazo de excremento.
Los chicos observan el noticiero donde ven que la gente por temor a deudas altas para el año siguiente deciden no comprar regalos, otros irónicamente desean golpear en los testículos a Bon Jovi. Al cambiar el canal se encuentran con otro especial de Navidad de Peanuts con Snoopy golpeando con un bat a un desnudo Charlie Brown, los chicos muestran su disgusto por dicho especial de Navidad y Kyle idea hacer un especial de Navidad propio con los chicos como protagonistas junto con Jesús y Santa Claus. Dicho especial lo llaman El Espíritu de la Navidad. Por su parte la alcaldesa McDaniels preocupada por la situación económica del pueblo decide financiar el especial de Navidad de los chicos.
Cornwallis por su parte no se siente contento consigo mismo, ya que no entiende su papel en la Navidad. El Sr. Mojón al ver mal a su hijo le canta una canción llamada El círculo de la popó mostrándole lo importante que era el excremento para el mundo. La canción le levanta el ánimo a Cornwallis quien con voz de tenor también canta.
Con poco tiempo para la Navidad, los chicos comienzan a hacer el especial con figuras de papel hechas por Butters y doblando ellos mismo sus voces y con un libreto escrito por ellos mismos, aunque metiendo las típicas peleas entre Cartman y Kyle. Poco después accidentalmente Cartman estornuda sobre las escenas e indignado contra los chicos, y ellos indignados con el por estropear el trabajo, abandona el proyecto. Los chicos deciden terminar el proyecto sin el y con una canción de Navidad paulatinamente terminan el trabajo, por la ausencia de Cartman; Stan dobla su voz haciéndola 100% igual. Los chicos culminan el proyecto enviando el corte final a Corea para su animación. Por otro lado el Sr. Mojón y su familia limpian y arreglan en antiguo Auto-Cinema para la proyección del especial.
Posteriormente todo el pueblo se reúne a ver el especial, Cartman asiste aun dándose crédito por el especial, pero cuando se reprodujeron los primeros 2 minutos del especial el proyector se daña por lo que la gente se frustra y va para sus casas. La alcaldesa amenaza con demandar a los niños por la pérdida del dinero, 300 dólares, de la financiación del especial.
Las familias de South Park deciden celebrar Navidad sin regalos pero Cornwallis no se da por vencido y convenciendo a su padre (quien sentía culpa por el fracaso del proyecto) arreglan el proyector y la película comienza a reproducirse llamando la atención del pueblo que al rato asiste a verlo. El especial con apartes del especial The Spirit of Christmas: Jesus vs Santa y con diálogos de Cartman hechos por Stan se vuelve un éxito lo que hace comprender que el verdadero espíritu de la Navidad es el comercialismo. La alcaldesa disfrazada incita a los ciudadanos a comprar los regalos. Los chicos se ponen contentos por el éxito del especial y rechazan la oferta de hacer una serie derivada a partir del especial. Kyle les dice a los chicos que como judío en Hannukah tiene derecho a 7 días de regalos lo que hace pensar a Stan e irónicamente a Cartman de convertirse al judaísmo y terminan cantando la canción del Dreidel.

## Muerte de Kenny
Atropellado por un bus durante la creación del especial. Aunque sus amigos se preocupan un segundo por su muerte dicen; "Igual lo íbamos a matar en el especial".